# Escudo del Tolima
El Escudo del Tolima  es el principal emblema del departamento Tolimense y uno de los símbolos oficiales del departamento colombiano del Tolima. Fue aprobado por la Ley del 7 de diciembre de 1815 ordenada por la Sala Unida de la Provincia de Mariquita y sancionado por José León Armero, quien era el gobernador y general al mando. En 1861 un nuevo escudo de armas fue adoptado por el Estado Soberano del Tolima por medio del Decreto del 12 de abril del mismo año y oficialmente readoptada el 7 de septiembre. En 1886 desaparece el Tolima como Estado Soberano y constituirse en Departamento Tolimense volvió a adoptar el viejo emblema de Mariquita.

## Blasonado
El decreto que creó los emblemas para el Estado Libre de Mariquita, describía el escudo de la siguiente manera:

Acto Legislativo del 7 de diciembre de 1815

[...] Que el escudo de Armas de esta República será de azul en banda de Plata, representando el canal del Magdalena, acompañada de dos cerros con sus cimas del mismo metal, en alusión a sus ricas minas de plata con que la enriqueció la naturaleza e imitando la forma de su territorio dividido por aquel célebre río. Tendrá jefe de gules o rojo, con un cisne azorado, rostrado y nombrado de oro, con una garra levantada asiendo una antorcha y llevando en el pico una llave, símbolos de la vigilancia que corresponde a este puerto interior, escala y segunda puerta de la confederación. La gorra o birrete de la Libertad de gules y este mote: “Escudo de Armas de la Provincia de Mariquita”, de oro sobre una cinta tricolor de amarillo, verde y encarnado, formarán el timbre. El todo envuelto en dos ramas entrelazadas de canelo, árbol precioso de esta provincia.

Al ser adoptado por el departamento del Tolima, se retiró del blasón el lema que aludía a Mariquita, y la cinta tricolor se cambió a amarillo, azul y rojo, los colores de la bandera de Colombia.
La descripción heráldica moderna y más correcta es:

Terciado en banda. Primero, de gules, un cisne azorado, rostrado y nombrado de oro, con una garra levantada asiendo una antorcha y llevando en el pico una llave. Segundo, banda de plata. Tercero, campo de azur con montañas de sinople cimadas de plata, entre las cuales corre un río de azur. Al timbre, gorro frigio de gules enastado en lanza, de cuya parte inferior se cierne una cinta tricolor de oro, azur y encarnado. Como tenantes dos ramas entrelazadas de hojas del árbol de canelo.